# بلانادا (كاليفورنيا)
بلانادا (بالإنجليزية: Planada CDP, California)‏ هي منطقة سكنية تقع بولاية كاليفورنيا في الولايات المتحدة. تبلغ مساحتها 4.085 كم2، وترتفع عن سطح البحر 69 م، بلغ عدد سكانها 4,584 نسمة في عام 2010 حسب إحصاء مكتب تعداد الولايات المتحدة وتصل الكثافة السكانية فيها 1,122.2 نسمة لكل كيلومتر مربع (2,906.5/ميل2).

## التركيبة السكانية
حدّد مكتب تعداد الولايات المتحدة بيانات التركيبة السكانية لبلانادا في تعداد الولايات المتحدة. في ما يلي، التركيبة السكانية حسب تعدادي 2000 و2010.

### تعداد عام 2000
بلغ عدد سكان بلانادا 4,369 نسمة بحسب تعداد عام 2000، وبلغ عدد الأسر 1,007 أسرة وعدد العائلات 898 عائلة مقيمة في المنطقة السكنية. في حين سجلت الكثافة السكانية 1,069.5 نسمة لكل كيلومتر مربع (2,770.0/ميل2). وبلغ عدد الوحدات السكنية 1,043 وحدة بمتوسط كثافة قدره 255.3 لكل كيلومتر مربع (661.2/ميل2).
وتوزع التركيب العرقي للمنطقة السكنية بنسبة 24.28% من البيض و0.69% من الأمريكيين الأفارقة و1.81% من الأمريكيين الأصليين و0.53% من الأمريكيين ذوي الأصول الآسيوية و0.02% من سكان جزر المحيط الهادئ و67.91% من الأعراق الأخرى و4.76% من عرقين مختلطين أو أكثر و92.10% من الهسبانيون أو اللاتينيون من أي عرق.
بلغ عدد الأسر 1,007 أسرة كانت نسبة 66.8% منها لديها أطفال تحت سن الثامنة عشر تعيش معهم، وبلغت نسبة الأزواج القاطنين مع بعضهم البعض 66.4% من أصل المجموع الكلي للأسر، ونسبة 15.4% من الأسر كان لديها معيلات من الإناث دون وجود شريك، بينما كانت نسبة 7.3% من الأسر لديها معيلون من الذكور دون وجود شريكة وكانت نسبة 10.8% من غير العائلات. تألفت نسبة 7.5% من أصل جميع الأسر من عدة أفراد يعيشون في نفس المنزل ونسبة 3.3% كانت تتألف من شخص يعيش بمفرده يبلغ من العمر 65 عاماً أو أكثر. وبلغ متوسط حجم الأسرة المعيشية 4.11، أما متوسط حجم العائلات فبلغ 4.28.
بلغ العمر الوسطي للسكان 24.4 عاماً. وكانت نسبة 36.6% من القاطنين تحت سن الثامنة عشر، وكانت نسبة 11.1% بين الثامنة عشر والرابعة والعشرين عاماً، ونسبة 26.6% كانت واقعةً في الفئة العمرية ما بين الخامسة والعشرين والرابعة والأربعين عاماً، ونسبة 13.6% كانت ما بين الخامسة والأربعين والرابعة والستين، ونسبة 6.8% كانت ضمن فئة الخامسة والستين عاماً فما فوق. يوجد لكل 100 أنثى 108.5 ذكر، ويوجد لكل 100 أنثى في الثامنة عشر من عمرها فما فوق 107.2 ذكر.
بلغ متوسط دخل الأسرة في المنطقة السكنية 24,286 دولارًا، أما متوسط دخل العائلة فبلغ 24,513 دولارًا. وكان متوسط دخل الذكور 20,341 دولارًا مقابل 20,446 دولارًا للإناث. وسجل دخل الفرد الخاص بالمنطقة السكنية 9,864 دولارًا. وكانت نسبة 28.7% من العائلات ونسبة 33.9% من السكان تحت خط الفقر، وكان من هؤلاء نسبة 39.2% تحت سن الثامنة عشر ونسبة 18.8% في الخامسة والستين من العمر وما فوق.

### تعداد عام 2010
بلغ عدد سكان بلانادا 4,584 نسمة بحسب تعداد عام 2010، وبلغ عدد الأسر 1,115 أسرة وعدد العائلات 1,002 عائلة مقيمة في المنطقة السكنية. في حين سجلت الكثافة السكانية 1,122.2 نسمة لكل كيلومتر مربع (2,906.5/ميل2). وبلغ عدد الوحدات السكنية 1,207 وحدة بمتوسط كثافة قدره 295.5 لكل كيلومتر مربع (765.3/ميل2).
وتوزع التركيب العرقي للمنطقة السكنية بنسبة 36.67% من البيض و0.48% من الأمريكيين الأفارقة و0.50% من الأمريكيين الأصليين و1% من الأمريكيين ذوي الأصول الآسيوية و0.02% من سكان جزر المحيط الهادئ و59.45% من الأعراق الأخرى و1.88% من عرقين مختلطين أو أكثر و94.83% من الهسبانيون أو اللاتينيون من أي عرق.
بلغ عدد الأسر 1,115 أسرة كانت نسبة 60.5% منها لديها أطفال تحت سن الثامنة عشر تعيش معهم، وبلغت نسبة الأزواج القاطنين مع بعضهم البعض 66.1% من أصل المجموع الكلي للأسر، ونسبة 13.8% من الأسر كان لديها معيلات من الإناث دون وجود شريك، بينما كانت نسبة 10% من الأسر لديها معيلون من الذكور دون وجود شريكة وكانت نسبة 10.1% من غير العائلات. تألفت نسبة 8.5% من أصل جميع الأسر من عدة أفراد يعيشون في نفس المنزل ونسبة 3.1% كانت تتألف من شخص يعيش بمفرده يبلغ من العمر 65 عاماً أو أكثر. وبلغ متوسط حجم الأسرة المعيشية 4.11، أما متوسط حجم العائلات فبلغ 4.30.
بلغ العمر الوسطي للسكان 27.1 عاماً. وكانت نسبة 33.9% من القاطنين تحت سن الثامنة عشر، وكانت نسبة 12.8% بين الثامنة عشر والرابعة والعشرين عاماً، ونسبة 26.2% كانت واقعةً في الفئة العمرية ما بين الخامسة والعشرين والرابعة والأربعين عاماً، ونسبة 19.1% كانت ما بين الخامسة والأربعين والرابعة والستين، ونسبة 8% كانت ضمن فئة الخامسة والستين عاماً فما فوق. وتوزع التركيب الجنسي للسكان بنسبة 51.9% ذكور و48.1% إناث.